# تپه حاجی کاهو
تپه حاجی کاهو مربوط به دوران پیش از تاریخ ایران باستان است و در شهرستان قوچان، بخش مرکزی، روستای حاجی کاهو واقع شده و این اثر در تاریخ ۲ آبان ۱۳۸۲ با شمارهٔ ثبت ۱۰۴۶۰ به‌عنوان یکی از آثار ملی ایران به ثبت رسیده است.